# 아리랑 7호
아리랑 7호는 아리랑 3A호의 후속 위성으로 한반도 정밀 지상관측 및 국가 영상정보 수요 충족을 위해 개발 중인 대한민국의 해상도 0.3m급 광학관측 다목적실용위성이다.
또한 아리랑 7호에는 해상도 30cm 이하의 고해상도 전자광학카메라 AEISS-HR(Advanced Earth Imaging Sensor System-High Resolution)이 탑재될 예정이며, 고기동 목표 성능 달성을 위해 국내 최초로 제어모멘트자이로(CMG)를 탑재될 예정이다. 제어 성능에서는 아리랑위성 3호 및 3A호 대비 3배 빠른 컴퓨터가 탑재될 예정이다.
아리랑 7호의 또다른 특징으로는 국내 위성들 중에서는 최초로 광전송 기술이 적용되었으며 테라비트 이상의 저장 용량을 가지고 있다. 제한된 시간 내 영상 전송을 위해 고속 병렬처리를 통한 실시간 압축 및 암호화 기술이 개발되고 있다.

## 같이 보기
- KARI
- 다목적실용위성